# Revello
Revello (Arvel in piemontese, Revel in occitano) è un comune italiano di 4 177 abitanti della provincia di Cuneo in Piemonte.
Si trova nella Valle Po, a 10 km ad ovest di Saluzzo.

## Geografia fisica

### Territorio
Il territorio è esteso per 53 km² nella parte sud-occidentale del Piemonte, abbarbicato in parte sulla collina ai piedi del Monte Bracco, immerso nella cornice del Monviso.

### Clima
Il clima è temperato sub-continentale con inverni discretamente freddi ed estati moderatamente calde.

#### Idrografia
Il territorio è lambito dal fiume Po e attraversa le frazioni di Tetti Pertusio, Madonna delle Grazie e San Firmino. La presenza del fiume ha permesso la creazione di un Museo del Parco del Po di Revello che appartiene al parco fluviale Parco del Po Cuneese.

## Storia
Revello, piccola città del tardo Medioevo subalpino e dell'antico Marchesato di Saluzzo, si trova in un registro di "corti" che si fa risalire alla metà del secolo X. In esso è chiamato "Curtis Regia" frase che conferma la tesi della derivazione di Revello da fondo romano rimasto sotto la gestione dei questori della "repubblica". Il nome "Curtis" era longobardo per quelle porzioni che essi pretesero dai vinti. Teoria riconfermata dal ritrovamento di resti di mattoni, ceramiche ed epigrafi nella zona della Cappella di S. Biagio. Revello divenne feudo, quando venne da Ottone III concesso a Olderico Manfredi I nel 1001 e dopo alla figlia Adelaide che rimase unica padrona, in seguito il dominio si frammentò tra piccoli feudatari fino alla metà del 1100. Nel 1215 viene ceduta al Marchesato di Saluzzo rivestendo in quel periodo notevole importanza. Revello rivestiva importanza commerciale in quanto collocato allo sbocco della Valle Po consentiva una comunicazione diretta fra i paesi d'oltralpe. Durante il marchesato di Lodovico II e Giovanna del Monferrato, Revello venne eletta come loro sede preferita.

### Avvenimenti storici
Nel 1548, dopo molti conflitti che coinvolsero il Marchesato, cadde in mano dei francesi.
Nel 1588 Carlo Emanuele I di Savoia pose fine al governo francese. Nel 1642 come rappresentato nel primo triennio della rievocazione storica "Revello Maggio Castello", dopo una serie di conflitti tra Savoia e Francia viene distrutto il Castello di Revello perdendo così ogni importanza strategica e commerciale. Revello fu ancora teatro di guerra nel 1693 e subì il saccheggio delle truppe del generale Catinat. Nel 1797 fu il nucleo dal quale si sviluppò una rivolta popolare denominata "rivolta del pane" e ricordata come "I moti di Revello".

### Simboli
Lo stemma del comune di Revello è stato riconosciuto con decreto del capo del governo del 19 aprile 1933.
Il gonfalone, concesso con decreto del presidente della Repubblica del 16 giugno 1982, è un drappo partito di bianco e di azzurro.

## Monumenti e luoghi d'interesse

### Abbazia di Santa Maria di Staffarda

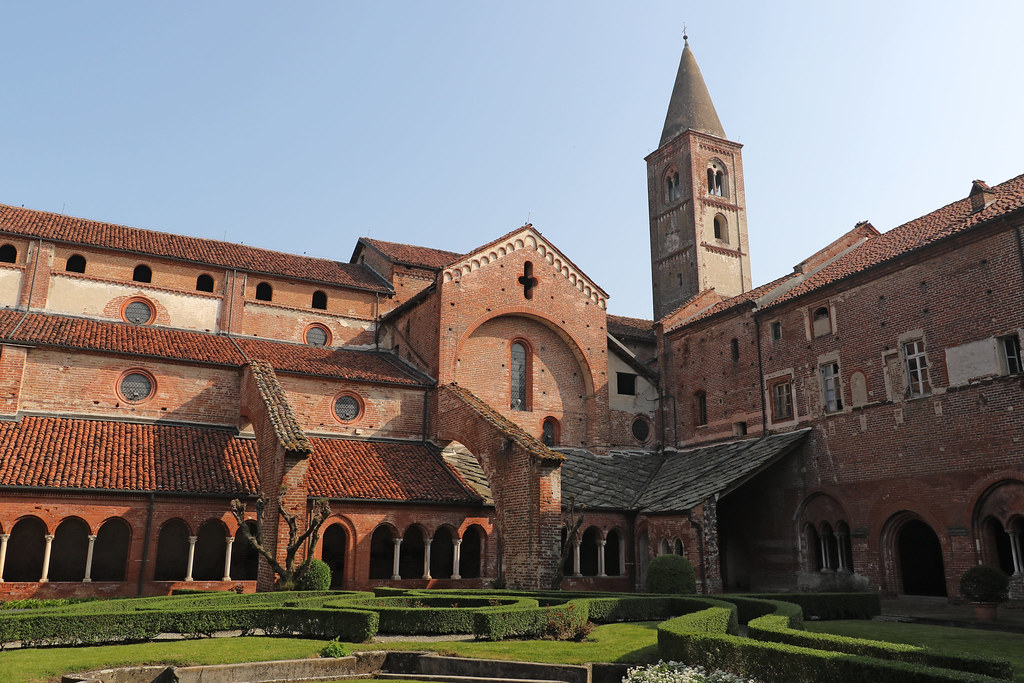
L’Abbazia di Santa Maria di Staffarda, simbolo del paese

Oggi proprietà dell'Ordine Mauriziano, fu fondata dai monaci Cistercensi sui terreni pianeggianti vicino al fiume Po, donati dal Marchese di Saluzzo nel 1135, per far fruttare la terra ed onorare il Signore.

### La Cappella Marchionale
La Cappella Marchionale si trova a lato del Palazzo Comunale. Esternamente a forma cilindrica, internamente è un'aula rettangolare con due volte a crociera a costoloni, all'innesto dei quali si trovano caratteristici stemmi. L'abside, con volta a spicchi, con costole sostenute da mensolini colorati, è ben illuminata da due lunghe finestre rettangolari, le quali all'esterno verso la piazza, si presentano con gli spigoli contornati da cotto. Nel centro una finestra a occhio che all'esterno è anch'essa circondata da cotto.

### Il Palazzo comunale
Il Palazzo Comunale una volta veniva chiamato Castello Sottano per distinguerlo da quello della collina, fu dimora principesca e allora aveva un grande giardino con torri, gallerie coperte, saloni con ornamenti, scene di caccia emblemi, iscrizioni in italiano e francese, motti di cavalleria. Attualmente c'è ancora un ampio cortile interno. Il palazzo è sorretto da grosse colonne circolari in mattoni sagomati. Verso il giardino sono rimaste solamente cinque arcate, distrutta la facciata principale e le due torri rivolte verso il viale principale. Nell'angolo occidentale, sotto la terza torre, l'unica superstite, è situata la Cappella Marchionale.

### Ruderi del castello
Si possono visitare imboccando l'antica strada Via De Regges delimitata da ampi tratti di mura appartenenti all'antica cinta che difendeva il borgo, raccordandolo in alto con il forte Bramafam. Dopo una passeggiata si giunge ai piedi della torre campanaria, che segna il luogo dove sorgeva l'antica parrocchia di santa Maria la canonica e si prosegue fino a raggiungere i ruderi del castello di Revello.
Si menziona il castello in documenti datati 1075: da ciò si deduce fosse molto antico, forse costruito nel IX secolo per contrastare l'avanzata dei Saraceni o da questi stessi edificato per dominare i territori conquistati. Fu restaurato ed ampliato dal marchese Ludovico I, nella prima metà del Quattrocento, ed è dotato di un sistema complesso ed articolato di fortificazioni che lo legavano ed isolavano, alla bisogna, al borgo. Il castello vide pagine di odio famigliare quali la detenzione e l'uccisione di Giovanni Giacomo (1512) fratello del marchese di Saluzzo Ludovico II e di Francesco Cavassa (1528) fidato consigliere della marchesa Margherita di Foix, ed altre di grande eroismo quali la strenua difesa del maniero da parte del capitano Giovanni De Reges, poi tradito e scaraventato giù dal bastione del castello (1548), durante l'assedio dei francesi. Il castello che era il punto di forza del sistema difensivo del Marchesato di Saluzzo, fu preso con le armi per l'indubbia superiorità dell'artiglieria, solo nel 1558 dal duca Carlo Emanuele I di Savoia, come rappresentato nel secondo triduo della rievocazione storica Revello Maggio Castello.

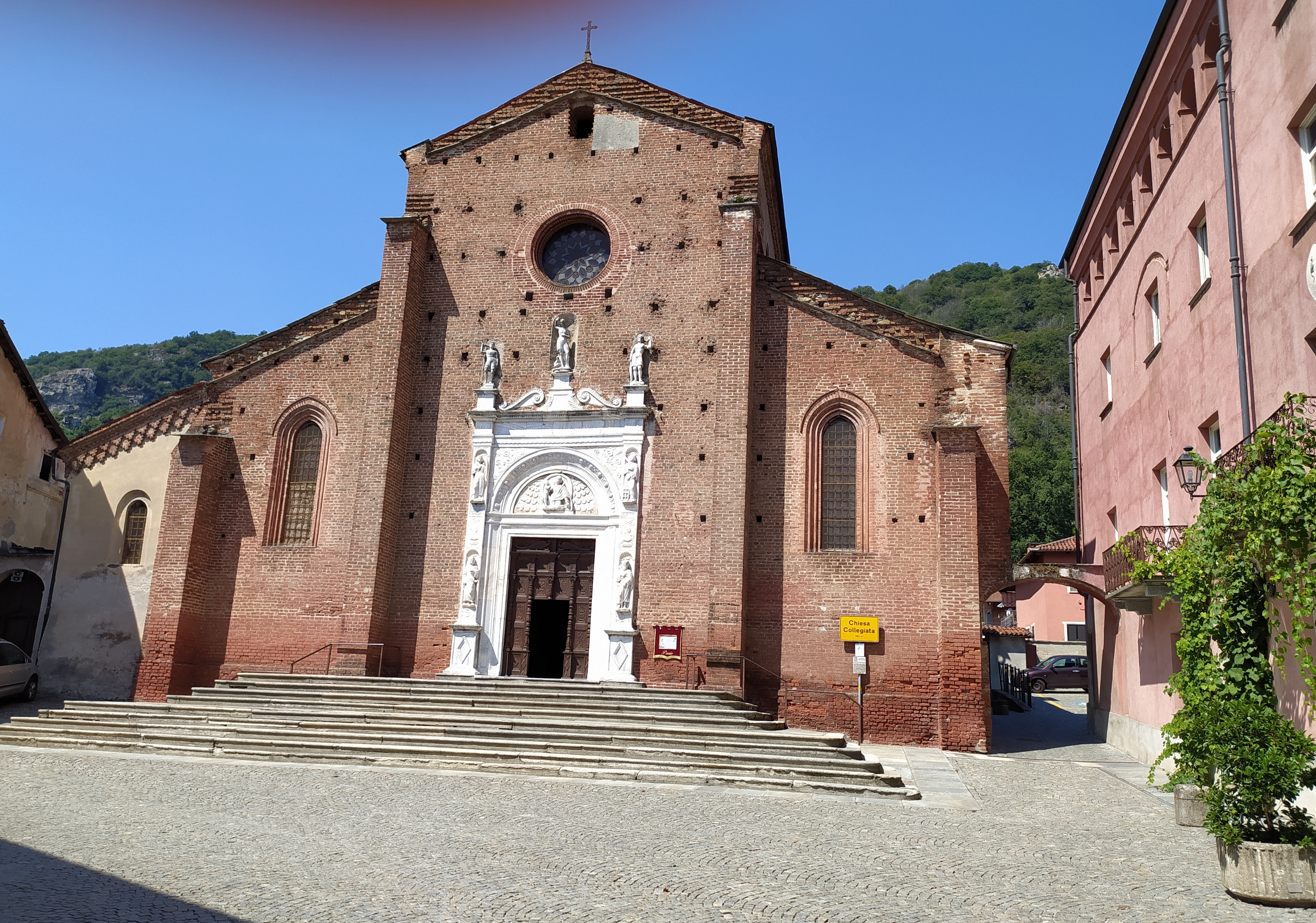
Facciata della Collegiata di Revello

### Collegiata
La Collegiata fu concessa da Papa Sisto IV nel 1483, su richiesta del popolo revellese e del Marchese Ludovico II. La facciata è austera e lineare e costruita in laterizio, illuminata dal portale rinascimentale (datato 1534) in marmo bianco di Paesana, attribuito a Michele Sammicheli di Cima. Importante è anche il portone ligneo eseguito sempre dal Sammicheli mentre il campanile è una robusta torre quadrangolare di otto piani.
L'interno a tre navate su pilastri cruciformi con volte a crociera e abside pentagonale, è interamente decorato da pitture neogotiche realizzate da Giuseppe Borra nel 1840.
 All'interno della Collegiata vengono conservate alcune tele settecentesche e ottocentesche e i polittici cinquecenteschi della Trinità e della Deposizione di Oddone Pascale. Interessante è un affresco del tardo cinquecento raffigurante un gentiluomo inginocchiato di fronte alla Madonna; l'altare maggiore in marmo del 1850 è di Giuseppe Adamini di Bigogno, mentre il fonte battesimale in marmo scolpito e il pulpito ligneo seicentesco sono opera di maestranze dell'Abbazia di Staffarda, così come l'organo monumentale.

Nella navata destra, notevole è il "Polittico dei Santi Pietro e Paolo", opera di Hans Clemer e datato 1503, formato da sei tavole (San Pietro, San Giovanni Battista e San Paolo, Santi Costanzo e Chiaffredo, la Sacra Famiglia e l'Adorazione dei Magi), con una contornante cornice dorata ed intagliata.

### Campanile delle Ore
Segna il luogo dove sorgeva la Parrocchia di S.Maria la Canonica. Dal piazzale del campanile delle ore si gode una piacevole vista sull'abitato e sul territorio circostante. Sul lato interno del campanile v'è una breccia che ricorda il cannoneggiamento tedesco avvenuto il 18 luglio 1944.

### Chiesa di Santo Stefano
La chiesa nota come Confraternita del Gonfalone del Rosario, in piemontese "La Crusà", fu eretta all'inizio del 1600. La semplice costruzione in laterizio termina con una facciata interamente affrescata dal pittore Borgna. Nell'interno, sobrio e misurato, si possono ammirare coro e pulpito lignei, tre tele settecentesche, nella cappella laterale, una statua cinquecentesca della Madonna del Bosco.

### Mercato coperto
Situato nella piazzetta antistante la chiesa di S.Stefano, si tratta di una tettoia quattrocentesca sorretta da colonne cilindriche in laterizio intonacato su cui poggiano le capriate lignee del tetto. Ai giorni nostri rappresenta il luogo ove si svolge il mercato ortofrutticolo cittadino.

### Palazzo Porporato

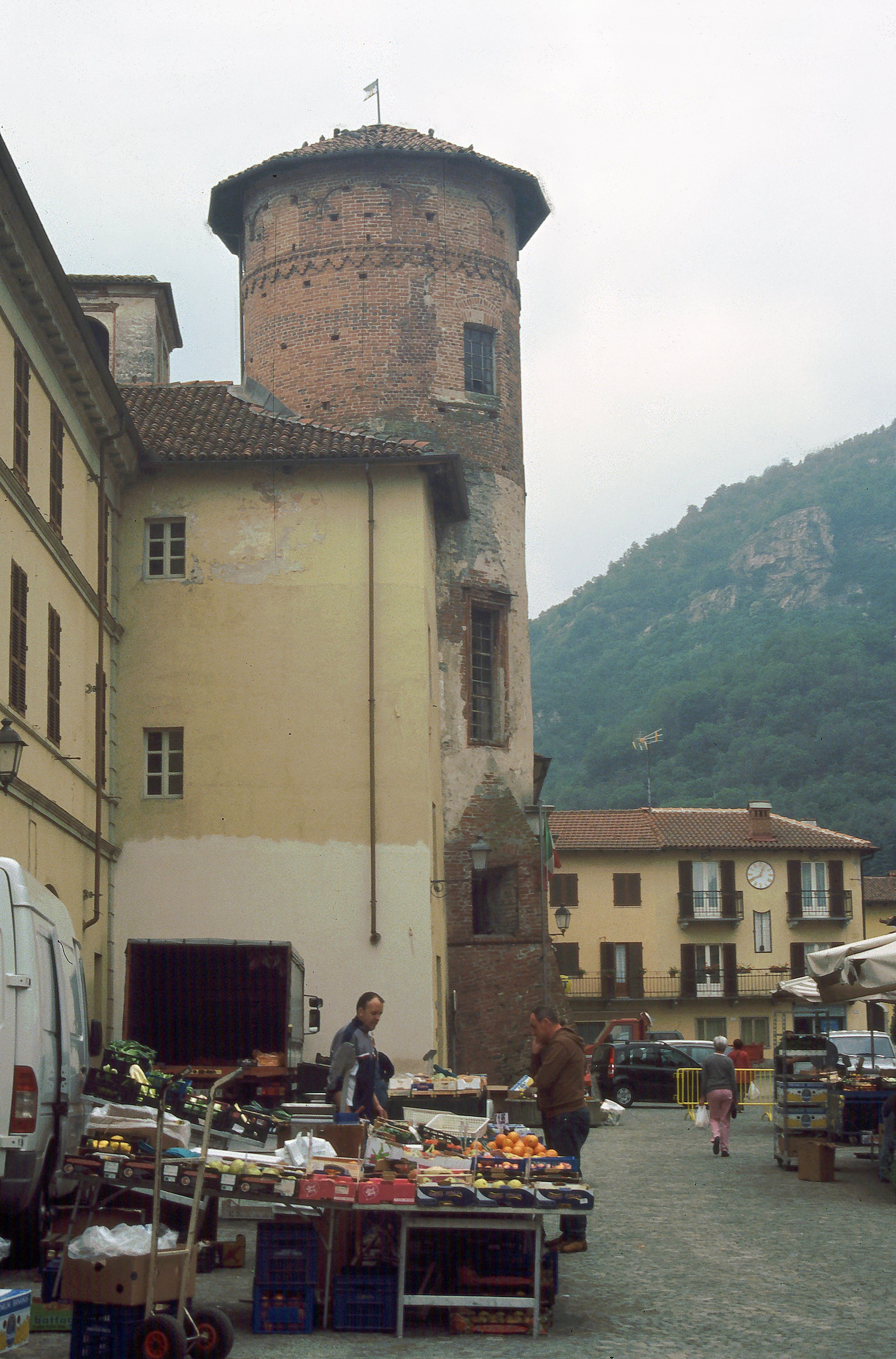
L'antica torre

Palazzo con una robusta torre merlata con decorazioni in cotto, sede medievale del Comune. La facciata è movimentata da greche trasversali in cotto, dove spicca una grande finestra ogivale abbellita da ghiere in cotto, che si susseguono alternando motivi geometrici e vegetali. Si racconta che qui fu accolto e curato il Beato Ancina vescovo di Saluzzo, ammalatosi nel corso di una visita pastorale.

### La Dogana
Si affaccia sul piazzale antistante alla Collegiata, alla quale è unito da un arco di controspinta, che funge da porta d'accesso alla collina. La costruzione termina in facciata con una torretta ed il rosso intonaco che la contraddistingue. Sulla porta centrale una cornice di marmo bianco sottolinea l'ingresso principale. Sull'architrave è scolpita la scritta "Ferme et Droictz" da cui si ipotizza fosse la sede della dogana allo sbocco della via commerciale della Valle Po

### Chiesa della Carrera
Piccola costruzione ad aula rettangolare del 1800, costruita alla fine del viale alberato che fiancheggia la valle Po. Presenta in facciata un apprezzabile affresco della Madonna del pittore Borgna.

### Chiesa delle Suore Romite
È una costruzione relativamente recente e sorge sul luogo anticamente occupato dal Convento di S.Maria Nuova, antico monastero femminile fondato nel 1291 dal marchese Tommaso I di Saluzzo e da sua moglie Aloisa di cui conserva traccia delle due ali quattrocentesche del chiosco. Degni di menzione nell'interno la Deposizione dipinta nell'ancona dell'altare maggiore dal pittore Arbasia, una tela del Borgna raffigurante i santi Leonardo, Biagio e Francesco ed una statuetta medioevale della Madonna col Bambino.

### Chiesa di San Rocco
La chiesa ha sulla facciata esterna un affresco di San Rocco con il cane.

### Forte del Bramafam
Situato sulla destra della collina su uno sperone, il Forte del Bramafam è un'isolata fortificazione di forma esagonale realizzato a difesa della collina insieme ad un complesso sistema di cui fa parte. Faceva parte del sistema difensivo comunale nel Castello arroccato sul cocuzzolo.

### Cappella di Santa Sofia
Situata più in alto del fortino Bramafam, sopra la colletta della Croce, costruzione neogotica, da poco restaurata e presa in carico dal Gruppo A.N.A di Revello.

### Campanile di San Leonardo
Dalla Cappella di Santa Sofia proseguendo il cammino lungo la mulattiera si incontra, abbarbicato ad una placca rocciosa, il campanile di S.Leonardo e poco sotto, a sinistra della strada, la relativa chiesetta circondata da vecchi castagni e protetta da una balma interessante anche da un punto di vista geologico (visibili cristalli di quarzite).
La chiesetta di S.Leonardo con volta a botte e di vano di dimensioni maggiori di costruzione più recente. Particolare è l'affresco di facciata. Una parete esterna reca l'iscrizione che ricorda come Carlo Emanuele I salì la rocca retrostante durante l'assedio al castello del 1588, come rappresentato nel secondo triduo rievocativo dell'evento "Revello Maggio Castello".

### Cappella Santa Maria Della Spina
Nella campagna revellese a 750 m oltre il cimitero, nel cortile di una cascina. La cappella ha una storia antica e ben documentata: dipendente fin dalla fondazione dalla prepositura di Oulx, alla quale confermarono la giurisdizione le bolle papali di Adriano IV (12 marzo 1158), di Alessandro III (7 aprile 1172) e di Lucio III (1183), nonché del decreto di Guido, vescovo di Torino (1165). La cappella e relative proprietà, che con il decreto di Sisto IV erano stati assegnati alla Collegiata appena fondata (1483) passarono, con la bolla papale di Paolo III (17 gennaio 1536) al monastero saluzzese di Santa Chiara. Nel XVIII secolo risulta però in pessime condizioni e dipendente dal monastero femminile domenicano di Santa Maria nuova (visita pastorale di mons. Giuseppe Porporato, 1746) fino alla sua soppressione nel 1802. Per il degrado ambientale il vescovo vietò ogni celebrazione liturgica. Indemaniata dal governo napoleonico, la "Spina" fu venduta al Comune di Saluzzo che, dopo averla riparata permise di riprendere l uso liturgico dall'agosto 1817. Dal 1853 è di proprietà privata. L'edificio consta in un rustico ambiente di pianta rettangolare circondato esternamente da un porticato romanico, sorretto da pilastri in muratura con copertura lignea. Vi si trova l'affresco cinquecentesco di Santa Cecilia vergine conservato su una parete esterna, attribuito a Pietro di Saluzzo (Maestro del Villar). L'opera in ottimo stato conservativo, ritrae la santa frontalmente sotto un arco gotico con un libro di preghiere in mano.

### Chiesa di San Giovanni
Era l'antica Pieve di Revello risalente all'XI secolo ed abbandonata dopo l'erezione della Collegiata. Della costruzione rimane il rudere dell'abside da cui è stato rimosso il battistero ( fonte battesimale), un affresco di stile bizantino che raffigurava la "Madonna con il Bambino" oggi conservato, dopo il restauro, nella Sala Denina presso la Cappella Marchionale (Palazzo Comunale).
Da documento del secolo XII si viene a conoscenza che appartenevano alla pieve di Revello le chiese di: S.Martino di Crissolo, S.Stefano di Oncino, S.Maria di Paesana, S.Margherita di Paesana, S.Andrea di Rocchetta, S.Maria del Deserto, S.Maria di Robella, S.Martino di Sanfront, S.Nicola di Rifreddo, S.Andrea di Martignana Po, S.Martino di Allodio, S.Pietro di Feliere.S.Maria della Spina, S.Andrea di Revello, S.Massimo di Revello, S.Marcellino e Pietro di Envie.

### Chiesa di San Massimo
Sulla strada che porta ad Envie. Visibile la parte fortemente danneggiata della struttura della chiesa e, integro nelle sue pure forme romaniche, il pittoresco campanile. Solido parallelepipedo in pietra di cinque piani, identificati da una cornice di archetti pensilia tutto sesto, è scandito da anguste finestre, quasi feritoie, ai piani inferiori, che si trasformano in bifore ai piani superiori. È completato da copertura in lose di pietra.

### Convento di S.Ilario
Si trova a sud est della cittadina, sulla strada che porta verso le frazioni di Campagnole e Tetti Petusio. Il sito oggi occupato da una villa privata con annesso parco.
Il convento con la chiesa di Sant'Ilario venne edificato dai monaci dell'abbazia di Pagno da cui dipese fin dall'VIII secolo. Dell'antico fabbricato, risalente al periodo longobardo, non si conserva alcuna struttura: rimangono solo due frammenti di affresco della testa di Cristo di ispirazione bizantina, uno dei quali visibile sul muro di una cappella neogotica all'interno della menzionata proprietà, l'altro conservato nel museo di Casa Cavassa.

## Società

### Evoluzione demografica
Abitanti censiti

### Etnie e minoranze straniere
Secondo i dati Istat al 31 dicembre 2017, i cittadini stranieri residenti a Revello sono 347, così suddivisi per nazionalità, elencando per le presenze più significative:
1. Albania, 196
2. Marocco, 45
3. Albania, 33
4. Cina, 26

### Istituzioni, enti ed associazioni
- A.R.C.I.A Associazione Revellese Commercio Industria Artigianato
- A.S.A.R Amici della Storia e dell'Arte di Revello
- A.R.V.E.L Associazione Revellese Valorizzazione Energie Locali
- PROLOCO Associazione Turistica
- Banda Musicale di Revello
- Gruppo Storico di Revello "Giovanni de Reges"

## Cultura

### Eventi
- "Revello Maggio Castello" : evento storico culturale con al suo interno una rievocazione storica.

Evento ideato dai revellesi nel 2008, viene organizzato ogni anno dall'associazione A.R.C.I.A, in collaborazione con altre associazioni revellesi, viene ripetuto ogni anno nel terzo fine settimana di maggio. Revello Maggio Castello nome non scelto a caso dall'associazione A.R.C.I.A che richiama l'attenzione su un evento storico culturale, che si svolge a Revello nel mese di maggio ricordando l'esistenza di un castello sulla rupe.
Maggio in latino Maius: secondo Ovidio si collegherebbe ai majiores: gli adulti anziani, ai quali i romani dedicavano questo mese (avendo Romolo diviso la popolazione romana in due, i maggiori, gli adulti anziani, appunto, e i minori, i giovani abili alle armi). Il nome maggio secondo altri deriva dal nome di Maja, la madre di Mercurio. Nel mondo romano, infatti, veniva festeggiato con canti e balli davanti alle case ed era il periodo in cui si piantavano alberelli o pali con regali appesi, legame evidenziato durante il coinvolgimento dei ragazzi dell'istituto comprensivo di Revello che ripropongono canti e balli attorno all'albero che porta i doni. Il nome Castellum ricorda invece il periodo dell'esistenza del castello di Revello, che la sua distruzione, avvenuta nel 1642 condizionò l'avvenire di un paese arrestando la sua espansione al punto che non divenne mai una città.
- Sagra della Pesca : tradizionale sagra popolare che si ripete ogni anno nel mese di luglio. Manifestazione che affonda nella più antica tradizione agricola revellese con degustazione delle varietà di pesche locali, delle "persi pièn" e visita ai filari di piante da frutta.

#### Stampa
Pubblicazioni
- Revello : Origini - Archeologia - Arte, Carlo Fedele Savio
- Vita ed opere di Carlo Denina, Carlo Corsetti, A.S.A.R
- Muri Corrosi Dal Tempo, Giancarlo Ghirardotto, A.R.C.I.A
- La Cappella Marchionale di Revello, Maria Elena Stantero, A.S.A.R.
- Revello Percorsi d'Arte, Gabriella Arrò - Armando Pautassi, A.S.A.R.

Settimanali
- Saluzzo Oggi
- Il Corriere di Saluzzo
- La Gazzetta
- L'eco del Chisone

### Urbanistica
La posizione strategica del paese influì in modo decisivo sulle vicende storiche. La distruzione della fortezza di Revello, avvenuta nel 1642, a seguito dell'aspra contesa tra principisti e madamisti, cambiò le sorti del paese e del suo sviluppo urbanistico.
Negli anni sessanta l'esodo verso le città industrializzate provocò uno spopolamento quantificabile in un migliaio di abitanti. Il paese ora è in fase di ripopolamento e sviluppo.

### Frazioni
Staffarda,
San Firmino,
Campagnole,
Morra San Martino,
Madonna delle Grazie,
Tetti Pertusio,
Dietro Castello,
San Pietro.

## Amministrazione
Di seguito è presentata una tabella relativa alle amministrazioni che si sono succedute in questo comune.
| Periodo        | Periodo        | Primo cittadino       | Partito                                | Carica  | Note   |
| -------------- | -------------- | --------------------- | -------------------------------------- | ------- | ------ |
| 20 giugno 1985 | 15 giugno 1990 | Egidio Fino           | Democrazia Cristiana                   | Sindaco | [ 18 ] |
| 15 giugno 1990 | 24 aprile 1995 | Egidio Fino           | lista civica                           | Sindaco | [ 18 ] |
| 24 aprile 1995 | 14 giugno 1999 | Ugo Luigi Mario Motta | Partito Liberale Italiano              | Sindaco | [ 18 ] |
| 14 giugno 1999 | 14 giugno 2004 | Ugo Luigi Mario Motta | Partito Liberale Italiano              | Sindaco | [ 18 ] |
| 14 giugno 2004 | 8 giugno 2009  | Egidio Umberto Fino   | lista civica                           | Sindaco | [ 18 ] |
| 8 giugno 2009  | 26 maggio 2014 | Ugo Motta             | lista civica                           | Sindaco | [ 18 ] |
| 26 maggio 2014 | in carica      | Daniele Mattio        | lista civica: tradizione & innovazione | Sindaco | [ 18 ] |

### Altre informazioni amministrative
Il comune faceva parte della Comunità montana Valli del Monviso.

### Gemellaggi
Città di Pozo del Molle - Cordoba - Argentina

## Infrastrutture e trasporti
A partire dal 1881 il comune fu servito dalla tranvia Saluzzo-Revello-Paesana, e dal 1915 fu capolinea anche di una tranvia per Barge, diramantesi dalla precedente; in località Staffarda transitava la tranvia Saluzzo-Pinerolo. Tutte le linee chiusero nel 1935, sostituite da autolinee.

## Sport

### Calcio
La principale squadra di calcio della città è l'A.S.D. Revello Calcio che milita nel girone C piemontese e valdostano di Promozione. I colori sociali sono: il celeste ed il bianco. È nata nel 2011.